# Oberamt Ulm

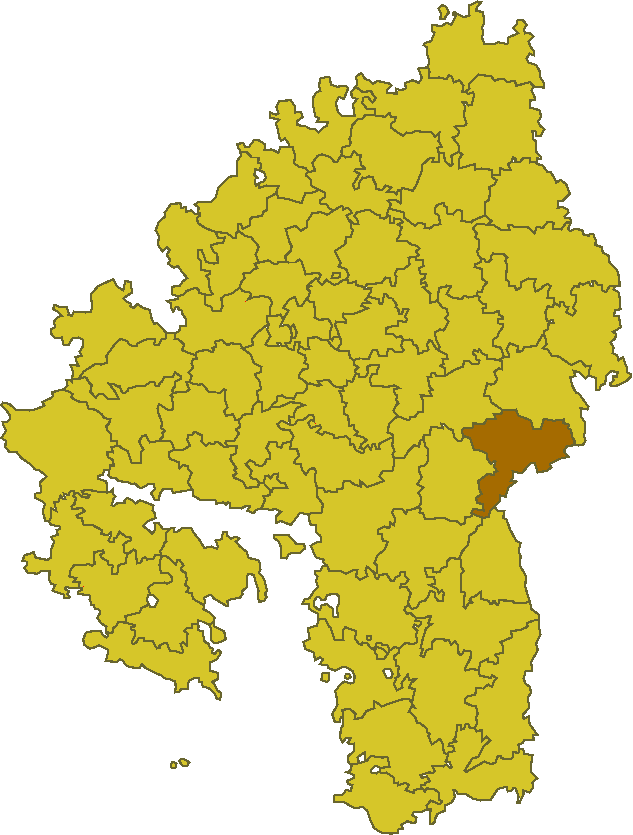
Karte der württembergischen Oberämter, Stand 1835, Oberamt Ulm hervorgehoben

Das Oberamt Ulm war ein württembergischer Verwaltungsbezirk, der 1934 in Kreis Ulm umbenannt wurde. Die Kreisreform 1938 etablierte die Stadt Ulm als Stadtkreis innerhalb des Landkreises Ulm, teilte vier Gemeinden dem Landkreis Heidenheim zu und vergrößerte den Rest, vor allem durch Gemeinden der aufgelösten Kreise Blaubeuren und Laupheim, zum Landkreis Ulm.
Allgemeines zu württembergischen Oberämtern siehe Oberamt (Württemberg).

## Geschichte

Oberämter Ulm und Alpeck, Gebietsstand 1813, mit den früheren Herrschafts- und Ämtergrenzen
Legende

1803 teilte der Reichsdeputationshauptschluss die Reichsstadt Ulm mit ihrem rund 900 km² großen, knapp 60.000 Einwohner zählenden Territorium dem Kurfürstentum Bayern zu. 1810 trat Bayern gemäß dem Grenzvertrag zwischen Bayern und Württemberg den Hauptteil dieses Gebiets, ohne die rechts der Iller bzw. südlich der Donau gelegenen Orte, an Württemberg ab, das zur Verwaltung der Neuerwerbungen die Oberämter Ulm und Albeck errichtete (damalige Schreibweise „Alpeck“).
Das Oberamt Ulm war zunächst sehr klein und umfasste nur die unmittelbare Umgebung von Ulm, bis ihm 1819 das wesentlich größere, dafür nur dünn besiedelte Oberamt Albeck eingegliedert wurde. Nachbarn des von 1818 bis 1924 dem Donaukreis zugeordneten Bezirks waren die Oberämter Blaubeuren, Wiblingen (später Laupheim), Ehingen, Geislingen und Heidenheim sowie das Königreich Bayern.

### Ehemalige Herrschaften
1813, nach Abschluss der Gebietsreform, setzte sich der Bezirk aus Bestandteilen zusammen, die im Jahr 1800 zu folgenden Herrschaften gehört hatten:
- Reichsstadt Ulm
Der überwiegende Teil des Gebiets stand unter Hoheit der Stadt, die auch in einigen Orten anderer Herrschaften (z. B. in Rammingen und der fremdherrigen Hälfte von Setzingen) das Hochgericht ausübte.
- Deutscher Orden, Kommende Ulm: Setzingen (1/2) und einzelne Höfe an mehreren Orten.
- Kloster Elchingen: Westerstetten mit Vorder- und Hinterdenkental.
- Kloster Söflingen: Söflingen, Ehrenstein, Harthausen.
- Kloster Kaisheim: Rammingen mit Lindenau, Niederstotzingen (1/2).
- Reichsritterschaft
Beim Ritterkanton Donau der schwäbischen Ritterschaft waren immatrikuliert:
  - Niederstotzingen (1/2, Freiherr vom Stain),
  - Oberstotzingen (Freiherr von Ungelter),
  - Stetten ob Lontal (Freiherr von Riedheim),
  - Bissingen (2/3, Freiherr Tänzl von Trazberg).

Einen Sonderfall stellte Einsingen dar, wo sich keiner der zahlreichen Grundherren (darunter die Klöster Urspring, Wiblingen und Söflingen, die Schenken von Castell als Inhaber des Ritterguts Wernau und die Ulmer Schwesternsammlung) als Landesherr durchsetzen konnte. Eine Dorfordnung regelte die gemeinsame Herrschaft.

## Gemeinden
Dem Oberamt Ulm gehörten 1810 neben der Stadt nur die Gemeinden Einsingen, Grimmelfingen, Jungingen und Söflingen an. 1811 kamen Ehrenstein, Lehr und Mähringen vom Oberamt Blaubeuren hinzu, 1819 das gesamte Oberamt Albeck.

### Einwohnerzahlen 1836
1836 waren folgende 36 Gemeinden dem Oberamt Ulm unterstellt:
| Nr. | frühere Gemeinde     | Einwohnerzahl 1836 | Einwohnerzahl 1836 | heutige Gemeinde |
|     |                      | evangel.           | kathol.            |                  |
| --- | -------------------- | ------------------ | ------------------ | ---------------- |
| 1   | Ulm                  | 11.458             | 607                | Ulm              |
| 2   | Albeck 1             | 432                | –                  | Langenau         |
| 3   | Altheim              | 1.074              | 2                  | Altheim (Alb)    |
| 4   | Asselfingen          | 551                | –                  | Asselfingen      |
| 5   | Ballendorf           | 511                | –                  | Ballendorf       |
| 6   | Beimerstetten        | 333                | –                  | Beimerstetten    |
| 7   | Bernstatt 2          | 728                | 2                  | Bernstadt        |
| 8   | Bissingen            | 175                | 289                | Herbrechtingen   |
| 9   | Börslingen           | 132                | –                  | Börslingen       |
| 10  | Breitingen           | 160                | –                  | Breitingen       |
| 11  | Ehrenstein           | –                  | 291                | Blaustein        |
| 12  | Einsingen            | –                  | 393                | Ulm              |
| 13  | Ettlenschieß         | 318                | –                  | Lonsee           |
| 14  | Göttingen            | 323                | –                  | Langenau         |
| 15  | Grimmelfingen        | 189                | –                  | Ulm              |
| 16  | Halzhausen           | 265                | –                  | Lonsee           |
| 17  | Hervelsingen 3       | 320                | –                  | Langenau         |
| 18  | Holzkirch            | 285                | –                  | Holzkirch        |
| 19  | Jungingen            | 522                | –                  | Ulm              |
| 20  | Langenau             | 3.221              | 7                  | Langenau         |
| 21  | Lehr                 | 164                | 1                  | Ulm              |
| 22  | Lonsee               | 318                | –                  | Lonsee           |
| 23  | Luizhausen           | 195                | –                  | Lonsee           |
| 24  | Mähringen            | 215                | –                  | Ulm              |
| 25  | Neenstetten          | 449                | –                  | Neenstetten      |
| 26  | Nerenstetten         | 183                | –                  | Nerenstetten     |
| 27  | Nieder-Stotzingen    | 686                | 635                | Niederstotzingen |
| 28  | Ober-Stotzingen      | –                  | 430                | Niederstotzingen |
| 29  | Oellingen            | 358                | 1                  | Öllingen         |
| 30  | Rammingen            | 3                  | 502                | Rammingen        |
| 31  | Setzingen            | 398                | 139                | Setzingen        |
| 32  | Söflingen            | 25                 | 1.558              | Ulm              |
| 33  | Stetten im Lonthal 4 | 3                  | 448                | Niederstotzingen |
| 34  | Urspring             | 402                | –                  | Lonsee           |
| 35  | Weidenstetten        | 708                | 1                  | Weidenstetten    |
| 36  | Westerstetten        | 69                 | 547                | Westerstetten    |
|     | Summe                | 25.113             | 5.714              |                  |

heutige Schreibweise: 1  Albeck, 2  Bernstadt, 3  Hörvelsingen, 4  Stetten ob Lontal

### Änderungen im Gemeindebestand seit 1813

Gemeinden und Markungen um 1860

Um 1825 wurden Haslach und St. Moritz von Göttingen nach Jungingen umgemeindet.
Um 1830 wurden Börslingen und Breitingen zu selbständigen Gemeinden erhoben.
1839 wurde Reutti von Urspring getrennt und zur selbständigen Gemeinde erhoben.
1848 erhielten Langenau und Niederstotzingen das Stadtrecht.
1905 wurde Söflingen nach Ulm eingemeindet.
1926 wurde Grimmelfingen nach Ulm eingemeindet.
1927 wurde Wiblingen (Oberamt Laupheim) nach Ulm eingemeindet.

## Amtsvorsteher
des 1819 aufgelösten Oberamts Albeck:
- 1810–1819: Daniel von Baldinger

des Oberamts Ulm (ab 1928 mit der Dienstbezeichnung Landrat):
- 1810–1811: Ludwig Friedrich Fischer
- 1811–1833: Ludwig Muff
- 1834–1836: Carl Julius Wilhelm Ernst von Schumm
- 1836–1847: Carl Friedrich von Haas
- 1847–1852: Johannes Friz
- 1852–1855: Karl Christian Meurer
- 1855–1865: Adolf Grüzmann
- 1866–1870: Albert von Kolb
- 1871–1888: Karl von Rampacher
- 1888–1900: Albert von Schmidlin
- 1900–1924: Wilhelm Friedrich Maier
- 1924–1929: Anton Beutel
- 1929–1933: Gustav Mayer
- 1933–1945: Otto Barth